# Comuna Roztoka, Voloveț
Roztoka (în ucraineană Розтока) este o comună în raionul Voloveț, regiunea Transcarpatia, Ucraina, formată din satele Kicernîi, Perehresnîi și Roztoka (reședința).

## Demografie
Componența lingvistică a comunei Roztoka
     Ucraineană (99,76%)
     Alte limbi (0,24%)
Conform recensământului din 2001, majoritatea populației comunei Roztoka era vorbitoare de ucraineană (99,76%), existând în minoritate și vorbitori de alte limbi.